# Niederneukirchen
Niederneukirchen ist eine Gemeinde in Oberösterreich im Bezirk Linz-Land mit 2108 Einwohnern (Stand 1. Jänner 2024).

## Geografie
Niederneukirchen liegt auf 336 m Höhe im Oberösterreichischen Zentralraum, ca. 25 km außerhalb von Linz. Die Ausdehnung beträgt von Nord nach Süd 6,9 km, von West nach Ost 5,2 km. Die Gesamtfläche beträgt 20,83 km². 10 % der Fläche sind bewaldet, 80,4 % der Fläche sind landwirtschaftlich genutzt. Das Gemeindegebiet wird von mehreren kleinen Bächen durchflossen; der wichtigste ist der Ipfbach.

### Gemeindegliederung
Das Gemeindegebiet umfasst folgende sieben Ortschaften (in Klammern Einwohner Stand 1. Jänner 2024):
- Dörfl (307)
- Grünbrunn (230)
- Niederneukirchen (1056)
- Obereglsee (99)
- Ruprechtshofen (335)
- Steggraben (22)
- Untereglsee (59)

Die Gemeinde besteht aus den Katastralgemeinden Dörfl, Grünbrunn, Niederneukirchen und Ruprechtshofen.
Die Gemeinde war ursprünglich Teil des Gerichtsbezirks Enns, seit 1. Jänner 2014 gehört die Gemeinde zum Gerichtsbezirk Steyr.

### Nachbargemeinden
|            | St. Florian                                 |                          |
|            | Kompassrose, die auf Nachbargemeinden zeigt |                          |
| St. Marien |                                             | Hofkirchen im Traunkreis |

### Klima
|                        | Jan  | Feb  | Mär  | Apr  | Mai  | Jun  | Jul  | Aug  | Sep  | Okt  | Nov | Dez  |   |      |
| Mittl. Temperatur (°C) | −1,5 | −0,7 | 4,3  | 9,1  | 13,8 | 17,3 | 18,9 | 18,1 | 14,5 | 8,9  | 3,5 | −0,3 | ⌀ | 8,9  |
| Mittl. Tagesmax. (°C)  | 2,2  | 3,7  | 9,7  | 15,1 | 20,0 | 23,4 | 25,2 | 24,3 | 20,5 | 14,1 | 7,0 | 3,4  | ⌀ | 14,1 |
| Mittl. Tagesmin. (°C)  | −5,1 | −5,0 | −1,0 | 3,2  | 7,6  | 11,2 | 12,7 | 12,0 | 8,5  | 3,8  | 0,1 | −2,7 | ⌀ | 3,8  |
|                        |      |      |      |      |      |      |      |      |      |      |     |      |   |      |
| Niederschlag (mm)      | 46   | 57   | 53   | 64   | 92   | 116  | 121  | 98   | 68   | 53   | 60  | 57   | Σ | 885  |

| −5,1 |

| −5,0 |

| −1,0 |

| 3,2 |

| 7,6 |

| 11,2 |

| 12,7 |

| 12,0 |

| 8,5 |

| 3,8 |

| 0,1 |

| −2,7 |

| −5,1 |

| −5,0 |

| −1,0 |

| 3,2 |

| 7,6 |

| 11,2 |

| 12,7 |

| 12,0 |

| 8,5 |

| 3,8 |

| 0,1 |

| −2,7 |

## Geschichte

### Ortsgeschichte
Das früheste Schriftzeugnis ist von 889 und bedeutet „Noua ecclesia“ (lateinisch für neue Kirche). Auf Deutsch erscheint der Ortsname erstmals im 11. Jahrhundert als „Niunchirchin“. Der Name verweist auf die Christianisierung Oberösterreichs im 9. Jahrhundert.
Ursprünglich im Ostteil des Herzogtums Bayern liegend, gehörte der Ort seit dem 12. Jahrhundert zum Herzogtum Österreich. Seit 1490 wird er dem Fürstentum Österreich ob der Enns zugerechnet.
Während der Napoleonischen Kriege war der Ort mehrfach besetzt.
Seit 1918 gehört der Ort zum Bundesland Oberösterreich. Nach dem Anschluss Österreichs an das Deutsche Reich am 13. März 1938 gehörte der Ort zum Gau Oberdonau. Nach 1945 erfolgte die Wiederherstellung Oberösterreichs.

### Einwohnerentwicklung
Seit einem Tiefstand von 1077 Einwohnern im Jahr 1961 steigt die Bevölkerungszahl konstant.

## Kultur und Sehenswürdigkeiten

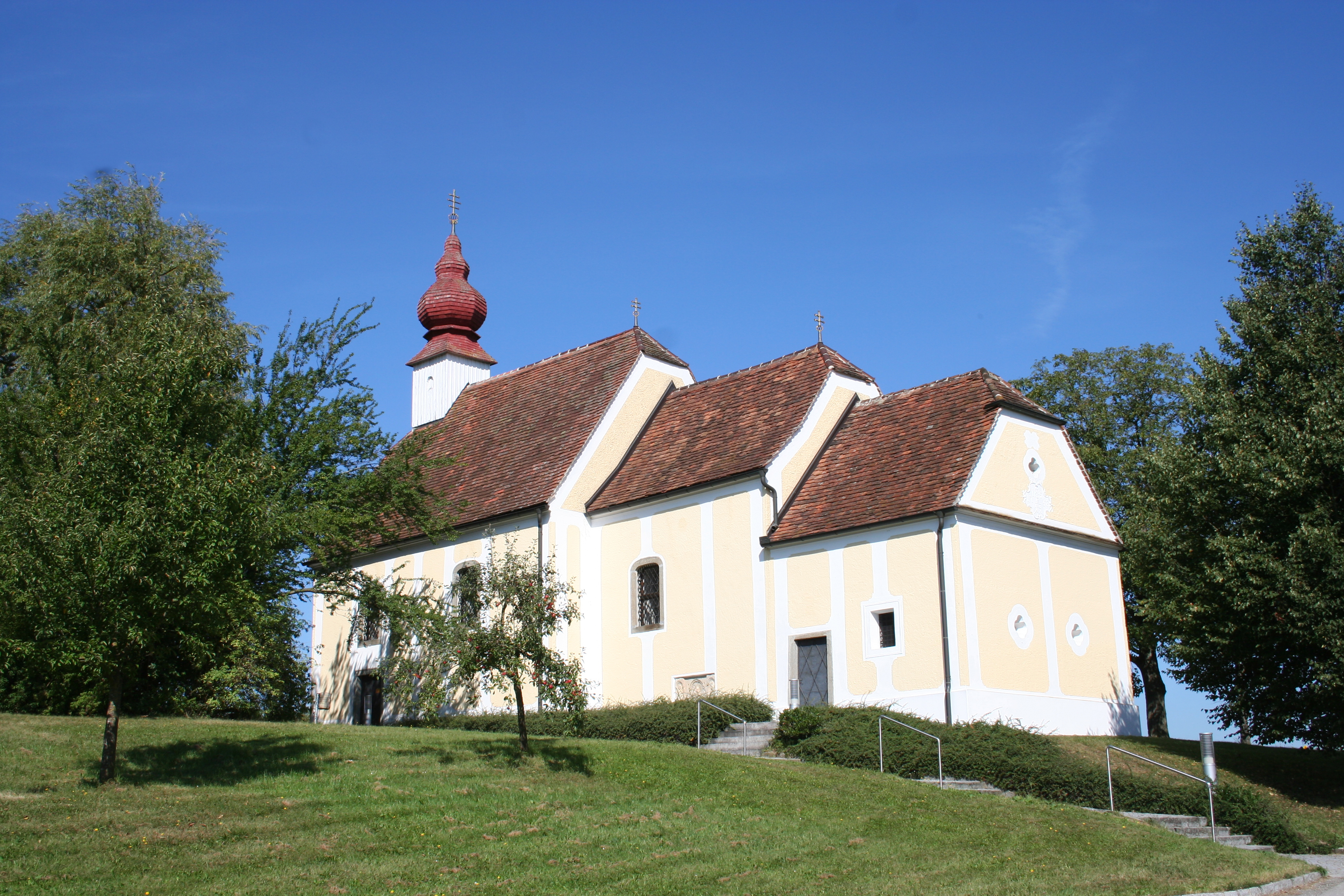
Filialkirche Ruprechtshofen

- Katholische Pfarrkirche Niederneukirchen hl. Margareta
- Katholische Filialkirche Ruprechtshofen hll. Peter und Paul

## Wirtschaft und Infrastruktur

### Vereine
- Sport Union http://www.union-nnk.at/de
- Mountain Bike Club http://www.mtb-niederneukirchen.at/
- Liebenswertes Niederneukirchen http://www.liebenswertes-nnk.at/

## Politik
Der Gemeinderat hat 25 Mitglieder.
- Mit den Gemeinderats- und Bürgermeisterwahlen in Oberösterreich 2003 hatte der Gemeinderat folgende Verteilung: 10 ÖVP und 9 SPÖ. (19 Mitglieder)
- Mit den Gemeinderats- und Bürgermeisterwahlen in Oberösterreich 2009 hatte der Gemeinderat folgende Verteilung: 10 ÖVP, 8 SPÖ und 1 FPÖ. (19 Mitglieder)
- Mit den Gemeinderats- und Bürgermeisterwahlen in Oberösterreich 2015 hat der Gemeinderat folgende Verteilung: 14 ÖVP, 8 SPÖ und 3 FPÖ. (25 Mitglieder)
- Mit den Gemeinderats- und Bürgermeisterwahlen in Oberösterreich 2021 hat der Gemeinderat folgende Verteilung: 12 ÖVP, 5 SPÖ und 2 FPÖ. (19 Mitglieder)[3][4]

### Bürgermeister
- 2003–2015 Ernestine Haginger (SPÖ)
- seit 2015 Christoph Gallner (ÖVP)

### Wappen
Offizielle Beschreibung des Gemeindewappens: In Silber aus rotem Schildfuß, darin eine silberne Margeritenblüte mit goldenem Butzen, zwei auswärts geneigte Zweige mit grünen Blättern wachsend; darüber eine blaue, heraldische Lilie. Die Gemeindefarben sind Grün-Weiß-Blau. Die blaue Lilie ist das Zeichen der Wallfahrtskirche in Ruprechtshofen.

## Persönlichkeiten

### Söhne und Töchter der Gemeinde
- Josef Kleinhaipl (1816–1905), Bürgermeister von St. Pölten
- Martin Breinesberger (1827–1890), Baumeister
- Wilhelm Niederhuemer (* 1947), Geschäftsführer, Politiker (FPÖ)
- Walter Gschwandtner (* 1956), österreichischer Bildhauer und Textilkünstler